# Катанаев, Михаил Орионович
Михаил Орионович Катанаев — российский математик, доктор физико-математических наук.
Родился 07.02.1954.
Окончил факультет теоретической и экспериментальной физики Московского инженерно-физического института (1978, кафедра теоретической ядерной физики).
Работает в Математическом институте им. Стеклова РАН. Там же защитил диссертации:
- Теория динамического кручения и калибровочные поля для группы Пуанкаре : диссертация … кандидата физико-математических наук : 01.04.02. — Москва, 1985. — 118 с.
- Кручение Римана-Картана в моделях теории поля : диссертация … доктора физико-математических наук : 01.01.03. — Москва, 1994. — 211 с. : ил.

Должность на 2018 год — ведущий научный сотрудник.

## Научные достижения
- Предложил интегрируемую модель гравитации с кручением в двумерном пространстве-времени (совместно с И. В. Воловичем).
- Развил метод конформных блоков построения глобальных решений в гравитации для произвольных двумерных метрик, допускающих одно векторное поле Киллинга.
- Выдвинул геометрическую теорию дефектов (дислокаций и дисклинаций) в упругой среде (совместно с И. В. Воловичем). Показал, что среда с дефектами соответствует многообразию Римана-Картана. При этом тензоры кручения и кривизны интерпретируются соответственно как поверхностные плотности векторов Бюргерса и Франка.
- Дал полную классификацию глобальных решений вакуумных уравнений Эйнштейна с космологической постоянной в предположении, что четырехмерное пространство-время представляет собой произведение двух поверхностей, и метрика имеет блочно диагональный вид (совместно с Т. Клёшем и В. Куммером). Построенные псевдоримановы многообразия включают решения, описывающие черные дыры, кротовые норы, космические струны, доменные стенки сингулярностей кривизны.

## Публикации
Полный список публикаций: mi.ras.ru (Архивная копия от 19 января 2018 на Wayback Machine)
Автор книги:
- Катанаев Михаил Орионович. Геометрические методы в математической физике. — Третья, дополненная версия расширенного варианта курса лекций. — 2016. — (Курс лекций 2008-2016 годов в научно-образовательном центре при МИАН им. В.А. Стеклова).

## Семья
Сын — праворадикальный активист, футбольный фанат Катанаев, Иван Михайлович.